# Temporada 2018-2019 del Club Joventut Badalona
La temporada 2018-2019 és la 80a temporada en actiu del Club Joventut Badalona des que va començar a competir de manera oficial. La Penya disputa la seva 63a temporada a la màxima categoria del bàsquet espanyol. Al finalitzar la primera volta del campionat de lliga es va classificar per participar en la Copa del Rei, i en acabar la fase regular es va classificar per disputar els play-off pel títol, fita que no assolia des de la temporada 2014-15.

## Plantilla

### Primer equip
| Club Joventut Badalona: Plantilla 2020-21 |                        |            |      |                                  |                            |
| #                                         | Jugador                | Pos.       | A.p  | Club de procedència              | Temporades al primer equip |
| 0                                         | Nenad Dimitrijevic     | Base       | 1.90 | Joventut Badalona - Bàsquet Base | 3                          |
| 1                                         | Shawn Dawson           | Aler       | 1.97 | Bnei Hertzeliya                  | 1                          |
| 4                                         | Conor Morgan           | Aler pivot | 2.06 | Southland Sharks                 | 1                          |
| 6                                         | Xabier López-Arostegui | Aler       | 2.00 | Joventut Badalona - Bàsquet Base | 3                          |
| 10                                        | Nicolás Laprovittola   | Base       | 1.90 | Zenit Sant Petersburg            | 2                          |
| 11                                        | Marko Todorović        | Pivot      | 2.08 | Khimki BC                        | 2                          |
| 12                                        | Marcos Delía           | Pivot      | 2.11 | UCAM Murcia CB                   | 1                          |
| 13                                        | Josep Ignasi Nogués    | Aler       | 2.04 | Joventut Badalona - Bàsquet Base | 2                          |
| 14                                        | Albert Ventura (C)     | Escorta    | 1.91 | Joventut Badalona - Bàsquet Base | 9                          |
| 16                                        | Nobel Boungou Colo     | Aler       | 2.02 | Sense equip                      | 1                          |
| 25                                        | Thaddus McFadden       | Escorta    | 1.88 | Sense equip                      | 1                          |
| 35                                        | Simon Birgander        | Pivot      | 2.09 | Clavijo Logroño                  | 2                          |
| 81                                        | Luke Harangody         | Aler pivot | 2.04 | rathiopharm Ulm                  | 1                          |

| Club Joventut Badalona: Equip tècnic 2018-19 |                      |
| Nom                                          | Funció               |
| Carles Duran                                 | Entrenador           |
| Jaka Lakovič                                 | Entrenador assistent |
| Pau del Tio                                  | Entrenador assistent |
| Dani Miret                                   | Suport tècnic        |
| Adrià Delgado                                | Delegat              |
| Albert Caballero                             | Fisioterapèuta       |
| Dani Moreno                                  | Preparador físic     |
| Carlos Fabián Ridolfo                        | Metge                |

### Jugadors vinculats
| Club Joventut Badalona: Jugadors vinculats 2018-19 |                   |            |      |              |
| #                                                  | Jugador           | Pos.       | A.   | Participació |
| 3                                                  | Pep Busquets      | Aler       | 1.97 | 3 partits    |
| 12                                                 | Terrence Bieshaar | Aler pivot | 2.08 | 3 partits    |
| 20                                                 | Vinicius Da Silva | Pivot      | 2.12 | 0 partits    |
| 32                                                 | Arturs Zagars     | Base       | 1.90 | 2 partits    |
| 44                                                 | Joel Parra        | Aler       | 2.01 | 9 partits    |

### Baixes

#### Baixes a l'inici de temporada
| Baixes a l'inici de temporada |                      |                         |
| Jugador                       | Pos.                 | Destí                   |
| Patrick Richard               | Escorta              | New Zealand Breakers    |
| Tomasz Gielo                  | Aler pivot           | Iberostar Tenerife      |
| Saulius Kulvietis             | Aler pivot           | BC Lietkabelis          |
| Demitrius Conger              | Aler                 | Le Mans Sarthe Basket   |
| Jerome Jordan                 | Pivot                | Shaanxi Wolves          |
| Sergi Vidal                   | Escorta              | Club Baloncesto Breogán |
| Lluís Riera                   | Entrenador assistent | Kirolbet Baskonia       |

#### Baixes durant la temporada
| Baixes durant la temporada |            |
| Jugador                    | Pos.       |
| Quincy Miller              | Aler pivot |
| Dakota Mathias             | Escorta    |

## Competicions

### Lliga Catalana
A la Lliga Catalana, el Joventut cau a semifinals davant el MoraBanc Andorra per 83 a 75 en un partit celebrat el 8 de setembre a Lleida. L'equip andorrà es va acabar proclamant campió de la competició.

#### Quadre
|  | Semifinals              | Semifinals       |    |  | Final         | Final |  |
|  |                         |                  |    |  |               |       |  |
|  | 8 de setembre           |                  |    |  |               |       |  |
|  | MoraBanc Andorra        | 83               |    |  |               |       |  |
|  | Divina Seguros Joventut | 75               |    |  |               |       |  |
|  |                         |                  |    |  |               |       |  |
|  |                         |                  |    |  | 9 de setembre |       |  |
|  |                         |                  |    |  | Barça Lassa   | 76    |  |
|  |                         | MoraBanc Andorra | 94 |  |               |       |  |
|  |                         |                  |    |  |               |       |  |
|  |                         |                  |    |  |               |       |  |
|  |                         |                  |    |  |               |       |  |
|  |                         |                  |    |  |               |       |  |
|  | Barça Lassa             | 78               |    |  |               |       |  |
|  | BAXI Manresa            | 63               |    |  |               |       |  |

#### Partits
| 8 de setembre de 2018 | MoraBanc Andorra                                            | '83'–75                                         | Divina Seguros Joventut                                           | Lleida                                     |  |
| 18:00 Semifinal       | Puntuació per quart: 23-17, 12-20, 27-19, 18-19             | Puntuació per quart: 23-17, 12-20, 27-19, 18-19 | Puntuació per quart: 23-17, 12-20, 27-19, 18-19                   |                                            |  |
| Esport 3              | Pts: Walker 18 Rebs: Diagne 7 Asts: Albicy 6 Val: Diagne 19 | Informe                                         | Pts: Dawson 13 Rebs: Nogués 6 Asts: Laprovittola 6 Val: Nogués 14 | Barris Nord Àrbitres: Perea, Oyón i Torres |  |

### Lliga ACB
El Joventut finalitza la primera volta de la competició en la 7a posició, fet que el classifica per disputar la Copa del Rei d'enguany. Al finalitzar la fase regular es manté en la setena posició, classificant-se per disputar els play-off pel títol. A la ronda de quarts de final es va creuar amb el Barça Lassa, qui va resoldre l'eliminatòria guanyant els dos partits.

#### Evolució de la classificació
| Jornada  | 1 | 2  | 3 | 4  | 5 | 6 | 7 | 8 | 9 | 10 | 11 | 12 | 13 | 14 | 15 | 16 | 17 | 18 | 19 | 20 | 21 | 22 | 23 | 24 | 25 | 26 | 27 | 28 | 29 | 30 | 31 | 32 | 33 | 34 |
| -------- | - | -- | - | -- | - | - | - | - | - | -- | -- | -- | -- | -- | -- | -- | -- | -- | -- | -- | -- | -- | -- | -- | -- | -- | -- | -- | -- | -- | -- | -- | -- | -- |
| Estadi   | V | L  | V | V  | L | V | V | L | L | V  | L  | V  | L  | V  | L  | L  | V  | L  | V  | L  | V  | L  | V  | V  | L  | V  | L  | V  | V  | L  | L  | L  | V  | L  |
| Resultat | G | P  | G | P  | G | P | G | G | P | P  | G  | P  | G  | G  | G  | P  | G  | G  | P  | G  | G  | P  | G  | P  | P  | P  | G  | P  | P  | G  | P  | G  | P  | G  |
| Posició  | 7 | 10 | 8 | 11 | 7 | 7 | 6 | 6 | 6 | 10 | 9  | 9  | 8  | 8  | 7  | 8  | 7  | 7  | 8  | 7  | 4  | 6  | 4  | 6  | 6  | 6  | 6  | 8  | 6  | 6  | 8  | 7  | 7  | 7  |

- Font: Temporada 2020-2021 del Club Joventut Badalona#Competicions
- Estadi: L=Local; V=Visitant; D=Descansa
- Resultat: G=Guanyat; P=Perdut

El fons verd a la fila Posició indica si la posició a la classificació dona accés a Play-Offs

#### Partits

##### Primera volta
| 24 d'octubre de 2018 | Cafés Candelas Breogán                                                 | '69–76'                                         | Divina Seguros Joventut                                                             | Lugo                                                                                                  |  |
| 20:30 Jornada 1      | Puntuació per quart: 28-23, 11-18, 19-15, 11-20                        | Puntuació per quart: 28-23, 11-18, 19-15, 11-20 | Puntuació per quart: 28-23, 11-18, 19-15, 11-20                                     | |  |
| Movistar +           | Pts: Cvetkovic 14 Rebs: Sulejmanovic 9 Asts: Cvetkovic 6 Val: Gerun 20 | Informe                                         | Pts: Morgan 16 Rebs: Todorovic 8 Asts: Laprovittola 9 Val: Morgan i Laprovittola 16 | Pazo Provincial Dos Deportes Espectadors: 4.083 assistents Àrbitres: Hierrezuelo, Martínez i González |  |

| 5 d'octubre de 2018 | Divina Seguros Joventut                                                | '65–75'                                         | MoraBanc Andorra                                                              | Badalona                                                                  |  |
| 20:45 Jornada 2     | Puntuació per quart: 21-19, 18-19, 14-18, 12-19                        | Puntuació per quart: 21-19, 18-19, 14-18, 12-19 | Puntuació per quart: 21-19, 18-19, 14-18, 12-19                               |                                                                           |  |
| Movistar +          | Pts: Mathias 15 Rebs: Todorović 5 Asts: Laprovittola 7 Val: Mathias 13 | Informe                                         | Pts: Whittington 17 Rebs: Upshaw 9 Asts: Ennis i Vitali 3 Val: Whittington 19 | Olímpic Espectadors: 4.125 assistents Àrbitres: Martín, Aliaga i Zamorano |  |

| 7 d'octubre de 2018 | BAXI Manresa                                                | '66–67'                                        | Divina Seguros Joventut                                                           | Manresa                                                                 |  |
| 12:30 Jornada 3     | Puntuació per quart: 8-12, 15-25, 13-14, 30-16              | Puntuació per quart: 8-12, 15-25, 13-14, 30-16 | Puntuació per quart: 8-12, 15-25, 13-14, 30-16                                    |                                                                         |  |
| Movistar +          | Pts: Sakho 18 Rebs: Lalanne 6 Asts: Renfroe 5 Val: Sakho 25 | Informe                                        | Pts: Laprovittola 16 Rebs: Birgander 8 Asts: Laprovittola 10 Val: Laprovittola 21 | Nou Congost Espectadors: 4.650 assistents Àrbitres: Bultó, Oyón i Baena |  |

| 14 d'octubre de 2018 | Real Madrid                                                            | '92'–69                                        | Divina Seguros Joventut                                                        | Madrid                                                                       |  |
| 12:30 Jornada 4      | Puntuació per quart: 22-23, 22-16, 21-21, 27-9                         | Puntuació per quart: 22-23, 22-16, 21-21, 27-9 | Puntuació per quart: 22-23, 22-16, 21-21, 27-9                                 |                                                                              |  |
| Movistar +           | Pts: Deck i Campazzo 15 Rebs: Tavares 13 Asts: Campazzo 5 Val: Deck 22 | Informe                                        | Pts: Dimitrijevic 15 Rebs: Birgander 13 Asts: Laprovittola 5 Val: Birgander 16 | WiZink Center Espectadors: 8.279 assistents Àrbitres: Peruga, Araña i Merino |  |

| 21 d'octubre de 2018 | Divina Seguros Joventut                                           | '88'–64                                         | Delteco GBC                                                                     | Badalona                                                                         |  |
| 12:30 Jornada 5      | Puntuació per quart: 28-25, 19-12, 18-15, 23-12                   | Puntuació per quart: 28-25, 19-12, 18-15, 23-12 | Puntuació per quart: 28-25, 19-12, 18-15, 23-12                                 |                                                                                  |  |
| Movistar +           | Pts: Dawson 14 Rebs: Dawson 6 Asts: Laprovittola 8 Val: Dawson 18 | Informe                                         | Pts: Barro 11 Rebs: Barro i Van Lacke 4 Asts: Pérez 6 Val: Van Lacke i Pérez 16 | Olímpic Espectadors: 3.802 assistents Àrbitres: Hierrezuelo, Castillo i Olivares |  |

| 28 d'octubre de 2018 | Barça Lassa                                                             | '94'–92                                                             | Divina Seguros Joventut                                               | Barcelona                                                                            |  |
| 12:30 Jornada 6      | Puntuació per quart: 14-25, 26-13, 21-19, 20-24, Temps extra: 13-11     | Puntuació per quart: 14-25, 26-13, 21-19, 20-24, Temps extra: 13-11 | Puntuació per quart: 14-25, 26-13, 21-19, 20-24, Temps extra: 13-11   |                                                                                      |  |
| Movistar +           | Pts: Pangos 32 Rebs: Singleton i Blazic 6 Asts: Pangos 4 Val: Pangos 33 | Informe                                                             | Pts: Dawson 20 Rebs: Birgander 6 Asts: Laprovittola 10 Val: Dawson 23 | Palau Blaugrana Espectadors: 6.045 assistents Àrbitres: Jiménez, Calatrava i Mendoza |  |

| 4 de novembre de 2018 | Movistar Estudiantes                                                           | '69–83'                                         | Divina Seguros Joventut                                                                      | Madrid                                                                      |  |
| 12:30 Jornada 7       | Puntuació per quart: 21-17, 19-26, 14-17, 15-23                                | Puntuació per quart: 21-17, 19-26, 14-17, 15-23 | Puntuació per quart: 21-17, 19-26, 14-17, 15-23                                              |                                                                             |  |
| Movistar +            | Pts: Brizuela 14 Rebs: Jankovic i Caner-Medley 6 Asts: Cook 6 Val: Jankovic 17 | Informe                                         | Pts: Laprovittola 25 Rebs: Todorovic i Harangody 8 Asts: Laprovittola 8 Val: Laprovittola 28 | WiZink Center Espectadors: 7.254 assistents Àrbitres: Pérez, Perea i Torres |  |

| 10 de novembre de 2018 | Divina Seguros Joventut                                                                | '83'–79                                         | Monbus Obradoiro                                                                        | Badalona                                                                               |  |
| 18:00 Jornada 8        | Puntuació per quart: 21-22, 15-21, 26-19, 21-17                                        | Puntuació per quart: 21-22, 15-21, 26-19, 21-17 | Puntuació per quart: 21-22, 15-21, 26-19, 21-17                                         |                                                                                        |  |
| Movistar +             | Pts: Laprovittola 22 Rebs: Dawson 7 Asts: Laprovittola 5 Val: Dawson i Laprovittola 17 | Informe                                         | Pts: Llovet i Vasileiadis 16 Rebs: Brodziansky 5 Asts: Navarro i Pozas 7 Val: Llovet 22 | Olímpic Espectadors: 4.141 assistents Àrbitres: Pérez Pizarro, Araña i Sánchez Mohedas |  |

| 17 de novembre de 2018 | Divina Seguros Joventut                                                 | '78–88'                                         | Montakit Fuenlabrada                                                   | Badalona                                                                    |  |
| 18:00 Jornada 9        | Puntuació per quart: 22-10, 20-16, 22-31, 14-31                         | Puntuació per quart: 22-10, 20-16, 22-31, 14-31 | Puntuació per quart: 22-10, 20-16, 22-31, 14-31                        |                                                                             |  |
| Movistar +             | Pts: Dawson 17 Rebs: Todorović 8 Asts: Laprovittola 7 Val: Todorović 17 | Informe                                         | Pts: Garcia 18 Rebs: O'Leary i Llorca 5 Asts: Popovic 3 Val: Garcia 20 | Olímpic Espectadors: 4.173 assistents Àrbitres: Conde, Martínez i Caballero |  |

| 25 de novembre de 2018 | Tecnyconta Zaragoza                                                | '112'–66                                       | Divina Seguros Joventut                                                          | Saragossa                                                                                    |  |
| 19:15 Jornada 10       | Puntuació per quart: 24-20, 23-18, 34-20, 31-8                     | Puntuació per quart: 24-20, 23-18, 34-20, 31-8 | Puntuació per quart: 24-20, 23-18, 34-20, 31-8                                   |                                                                                              |  |
| Movistar +             | Pts: McCalebb 21 Rebs: Justiz 10 Asts: McCalebb 4 Val: McCalebb 28 | Informe                                        | Pts: Laprovittola 14 Rebs: Harangody 8 Asts: Laprovittola 9 Val: Laprovittola 22 | Pabellón Príncipe Felipe Espectadors: 7.463 assistents Àrbitres: Jiménez, Serrano i González |  |

| 8 de desembre de 2018 | Divina Seguros Joventut                                                          | '93'–86                                         | Unicaja                                                                       | Badalona                                                                        |  |
| 18:15 Jornada 11      | Puntuació per quart: 27-19, 28-21, 15-18, 23-28                                  | Puntuació per quart: 27-19, 28-21, 15-18, 23-28 | Puntuació per quart: 27-19, 28-21, 15-18, 23-28                               |                                                                                 |  |
| Movistar +            | Pts: Laprovittola 28 Rebs: Harangody 7 Asts: Laprovittola 9 Val: Laprovittola 27 | Informe                                         | Pts: Wiltjer 20 Rebs: Lessort 7 Asts: Fernández i Roberts 5 Val: Fernández 22 | Olímpic Espectadors: 4.176 assistents Àrbitres: Calatrava, Oyón i Sánchez Sixto |  |

| 16 de desembre de 2018 | Herbalife Gran Canaria                                                         | '83'–68                                         | Divina Seguros Joventut                                                    | Las Palmas                                                                                     |  |
| 19:15 Jornada 12       | Puntuació per quart: 19-21, 19-16, 23-16, 22-15                                | Puntuació per quart: 19-21, 19-16, 23-16, 22-15 | Puntuació per quart: 19-21, 19-16, 23-16, 22-15                            |                                                                                                |  |
| Movistar +             | Pts: Balvin 16 Rebs: Balvin 13 Asts: Oliver, Báez i Radicevic 3 Val: Balvin 31 | Informe                                         | Pts: Todorović 14 Rebs: Todorović 5 Asts: Laprovittola 6 Val: Todorović 16 | Gran Canaria Arena Espectadors: 4.985 assistents Àrbitres: Pérez Pérez, García Ortiz i Mendoza |  |

| 23 de desembre de 2018 | Divina Seguros Joventut                                            | '84'–64                                        | Iberostar Tenerife                                                       | Badalona                                                                 |  |
| 12:30 Jornada 13       | Puntuació per quart: 19-15, 23-8, 17-23, 25-18                     | Puntuació per quart: 19-15, 23-8, 17-23, 25-18 | Puntuació per quart: 19-15, 23-8, 17-23, 25-18                           |                                                                          |  |
| Movistar +             | Pts: Mathias 14 Rebs: Todorović 7 Asts: Dawson 7 Val: Todorović 22 | Informe                                        | Pts: Niang, Bassas i Beirán 12 Rebs: Niang 7 Asts: Niang 7 Val: Niang 19 | Olímpic Espectadors: 4.435 assistents Àrbitres: Peruga, Serrano i Padrós |  |

| 30 de desembre de 2018 | UCAM Murcia CB                                                  | '73–78'                                         | Divina Seguros Joventut                                                 | Múrcia                                                                                      |  |
| 17:00 Jornada 14       | Puntuació per quart: 13-10, 22-20, 14-26, 24-22                 | Puntuació per quart: 13-10, 22-20, 14-26, 24-22 | Puntuació per quart: 13-10, 22-20, 14-26, 24-22                         |                                                                                             |  |
| Movistar +             | Pts: Kloof 15 Rebs: Soko 9 Asts: Oleson i Booker 4 Val: Soko 22 | Informe                                         | Pts: Todorović 21 Rebs: Morgan 7 Asts: Laprovittola 4 Val: Todorović 25 | Palacio Municipal De Deportes Espectadors: 5.769 assistents Àrbitres: Cortés, Manuel i Rial |  |

| 6 de gener de 2019 | Divina Seguros Joventut                                                                                                 | '83'–74                                         | Valencia Basket Club                                                 | Badalona                                                                        |  |
| 12:30 Jornada 15   | Puntuació per quart: 22-12, 24-19, 19-22, 18-21                                                                         | Puntuació per quart: 22-12, 24-19, 19-22, 18-21 | Puntuació per quart: 22-12, 24-19, 19-22, 18-21                      |                                                                                 |  |
| Movistar +         | Pts: Dimitrijevic, Mathias i Todorović 13 Rebs: Dawson i Todorović 6 Asts: Dimitrijevic i Todorović 6 Val: Todorović 25 | Informe                                         | Pts: Dubljevic 20 Rebs: Dubljevic 10 Asts: Vives 4 Val: Dubljevic 25 | Olímpic Espectadors: 2.240 assistents Àrbitres: Pérez Pizarro, Araña i González |  |

| 13 de gener de 2019 | Divina Seguros Joventut                                                     | '67–68'                                         | Kirolbet Baskonia                                                       | Badalona                                                                    |  |
| 17:00 Jornada 16    | Puntuació per quart: 13-12, 12-15, 21-22, 21-19                             | Puntuació per quart: 13-12, 12-15, 21-22, 21-19 | Puntuació per quart: 13-12, 12-15, 21-22, 21-19                         |                                                                             |  |
| Movistar +          | Pts: Todorović 13 Rebs: Todorović 12 Asts: Laprovittola 7 Val: Todorović 23 | Informe                                         | Pts: Shields 20 Rebs: Diop i Poirier 6 Asts: Hilliard 4 Val: Vildoza 18 | Olímpic Espectadors: 6.385 assistents Àrbitres: Hierrezuelo, Perea i Torres |  |

| 20 de gener de 2019 | San Pablo Burgos                                                               | '65–87'                                         | Divina Seguros Joventut                                                       | Burgos                                                                                 |  |
| 17:00 Jornada 17    | Puntuació per quart: 12-20, 10-24, 13-17, 30-26                                | Puntuació per quart: 12-20, 10-24, 13-17, 30-26 | Puntuació per quart: 12-20, 10-24, 13-17, 30-26                               |                                                                                        |  |
| Movistar +          | Pts: Huskic 16 Rebs: Huskic 9 Asts: Fitipaldo, Huskic i López 3 Val: Huskic 23 | Informe                                         | Pts: Laprovittola 18 Rebs: Harangody 7 Asts: Todorović 5 Val: Laprovittola 16 | Coliseum Burgos Espectadors: 9.076 assistents Àrbitres: García González, Oyón i Merino |  |

##### Segona volta
| 27 de gener de 2019 | Divina Seguros Joventut                                                                                    | '88'–75                                         | Herbalife Gran Canaria                                              | Badalona                                                                    |  |
| 17:00 Jornada 18    | Puntuació per quart: 19-20, 17-19, 26-14, 26-22                                                            | Puntuació per quart: 19-20, 17-19, 26-14, 26-22 | Puntuació per quart: 19-20, 17-19, 26-14, 26-22                     |                                                                             |  |
| Movistar +          | Pts: Laprovittola 40 Rebs: Harangody 8 Asts: Dimitrijević, Laprovittola i Todorović 3 Val: Laprovittola 34 | Informe                                         | Pts: Oliver 11 Rebs: Balvin 7 Asts: Hannah i Paulí 6 Val: Balvin 15 | Olímpic Espectadors: 4.397 assistents Àrbitres: Calatrava, Bultó i Zamorano |  |

| 2 de febrer de 2019 | MoraBanc Andorra                                                     | '102'–89                                        | Divina Seguros Joventut                                                            | Andorra la Vella                                                                        |  |
| 20:30 Jornada 19    | Puntuació per quart: 24-19, 19-20, 35-20, 24-30                      | Puntuació per quart: 24-19, 19-20, 35-20, 24-30 | Puntuació per quart: 24-19, 19-20, 35-20, 24-30                                    |                                                                                         |  |
| Movistar +          | Pts: Shurna 20 Rebs: Walker i Upshaw 6 Asts: Albicy 7 Val: Shurna 24 | Informe                                         | Pts: Laprovittola 19 Rebs: Todorović 10 Asts: Laprovittola 10 Val: Laprovittola 22 | M.I. Govern Andorra Espectadors: 4.279 assistents Àrbitres: Cortés, Castillo i Olivares |  |

| 10 de febrer de 2019 | Divina Seguros Joventut                                                    | '88'–73                                         | Tecnyconta Zaragoza                                                                   | Badalona                                                                      |  |
| 19:30 Jornada 20     | Puntuació per quart: 21-16, 25-19, 18-14, 24-24                            | Puntuació per quart: 21-16, 25-19, 18-14, 24-24 | Puntuació per quart: 21-16, 25-19, 18-14, 24-24                                       |                                                                               |  |
| Movistar +           | Pts: Todorović 19 Rebs: Todorović 9 Asts: Dimitrijević 5 Val: Todorović 35 | Informe                                         | Pts: Radovic 17 Rebs: Okoye 11 Asts: Berhanemeskel i Seibutis 3 Val: Berhanemeskel 19 | Olímpic Espectadors: 5.141 assistents Àrbitres: Pérez Pérez, Aliaga i Mendoza |  |

| 3 de març de 2019 | Montakit Fuenlabrada                                                        | '74–106'                                       | Divina Seguros Joventut                                                          | Fuenlabrada                                                                              |  |
| 19:30 Jornada 21  | Puntuació per quart: 14-29, 9-20, 30-31, 21-26                              | Puntuació per quart: 14-29, 9-20, 30-31, 21-26 | Puntuació per quart: 14-29, 9-20, 30-31, 21-26                                   |                                                                                          |  |
| Movistar +        | Pts: Eyenga 20 Rebs: Llorca 6 Asts: Popovic, Cruz i Llorca 3 Val: Eyenga 18 | Informe                                        | Pts: Laprovittola 22 Rebs: Todorović 8 Asts: Laprovittola 9 Val: Laprovittola 31 | Pabellón Fernando Martín Espectadors: 5.341 assistents Àrbitres: Castillo, Manuel i Rial |  |

| 9 de març de 2019 | Divina Seguros Joventut                                                                                        | '74–83'                                         | Real Madrid                                                                  | Badalona                                                               |  |
| 18:00 Jornada 22  | Puntuació per quart: 17-22, 19-21, 12-17, 26-23                                                                | Puntuació per quart: 17-22, 19-21, 12-17, 26-23 | Puntuació per quart: 17-22, 19-21, 12-17, 26-23                              |                                                                        |  |
| Movistar +        | Pts: Laprovittola 23 Rebs: Todorović, López-Arostegui i Harangody 5 Asts: Laprovittola 10 Val: Laprovittola 28 | Informe                                         | Pts: Fernández 14 Rebs: Tavares 10 Asts: Llull 6 Val: Fernández i Tavares 16 | Olímpic Espectadors: 9.912 assistents Àrbitres: Martín, Araña i Torres |  |

| 16 de març de 2019 | Monbus Obradoiro                                                                           | '77–84'                                         | Divina Seguros Joventut                                                      | Santiago de Compostel·la                                                                        |  |
| 20:30 Jornada 23   | Puntuació per quart: 26-18, 19-20, 15-30, 17-16                                            | Puntuació per quart: 26-18, 19-20, 15-30, 17-16 | Puntuació per quart: 26-18, 19-20, 15-30, 17-16                              |                                                                                                 |  |
| Movistar +         | Pts: Brodziansky 20 Rebs: Llovet, Brodziansky i Singler 5 Asts: Obst 5 Val: Brodziansky 26 | Informe                                         | Pts: Laprovittola 20 Rebs: Todorović 9 Asts: Laprovittola 6 Val: McFadden 25 | Multiusos Fontes do Sar Espectadors: 5.075 assistents Àrbitres: Pérez Pizarro, Perea i Zamorano |  |

| 24 de març de 2019 | Valencia Basket Club                                               | '93'–80                                         | Divina Seguros Joventut                                                                                     | València                                                                    |  |
| 19:30 Jornada 24   | Puntuació per quart: 15-19, 26-28, 32-12, 20-21                    | Puntuació per quart: 15-19, 26-28, 32-12, 20-21 | Puntuació per quart: 15-19, 26-28, 32-12, 20-21                                                             |                                                                             |  |
| Movistar +         | Pts: Thomas 27 Rebs: Dubljevic 9 Asts: Van Rossom 5 Val: Thomas 28 | Informe                                         | Pts: Laprovittola 18 Rebs: Laprovittola i Todorović 5 Asts: Laprovittola 4 Val: Laprovittola i Todorović 19 | La Fonteta Espectadors: 7.790 assistents Àrbitres: Peruga, Serrano i Padrós |  |

| 30 de març de 2019 | Divina Seguros Joventut                                                       | '81–88'                                         | Cafés Candelas Breogán                                            | Badalona                                                                           |  |
| 18:00 Jornada 25   | Puntuació per quart: 19-20, 21-15, 17-21, 24-32                               | Puntuació per quart: 19-20, 21-15, 17-21, 24-32 | Puntuació per quart: 19-20, 21-15, 17-21, 24-32                   |                                                                                    |  |
| Movistar +         | Pts: Laprovittola 25 Rebs: Todorović 9 Asts: Laprovittola 5 Val: Todorović 29 | Informe                                         | Pts: Brown 20 Rebs: Sulejmanovic 7 Asts: McCallum 5 Val: Brown 20 | Olímpic Espectadors: 7.156 assistents Àrbitres: Aliaga, Castillo i Sánchez Mohedas |  |

| 7 d'abril de 2019 | Unicaja                                                                          | '88'–63                                        | Divina Seguros Joventut                                                                 | Màlaga |  |
| 17:00 Jornada 26  | Puntuació per quart: 15-7, 20-20, 19-16, 34-20                                   | Puntuació per quart: 15-7, 20-20, 19-16, 34-20 | Puntuació per quart: 15-7, 20-20, 19-16, 34-20                                          | |  |
| Movistar +        | Pts: Díaz 16 Rebs: Suárez 6 Asts: Díaz, Waczynski i Milosavljevic 4 Val: Díaz 22 | Informe                                        | Pts: Todorović 14 Rebs: Todorović 11 Asts: Laprovittola i Todorović 4 Val: Todorović 24 | Palacio de Deportes José María Martín Carpena Espectadors: 7.950 assistents Àrbitres: Cortés, Oyón i Mendoza |  |

| 14 d'abril de 2019 | Divina Seguros Joventut                                                  | '88'–85                                         | San Pablo Burgos                                                   | Badalona                                                                            |  |
| 17:00 Jornada 27   | Puntuació per quart: 22-18, 19-24, 23-25, 24-18                          | Puntuació per quart: 22-18, 19-24, 23-25, 24-18 | Puntuació per quart: 22-18, 19-24, 23-25, 24-18                    |                                                                                     |  |
| Movistar +         | Pts: Harangody 20 Rebs: Harangody 12 Asts: Harangody 5 Val: Harangody 29 | Informe                                         | Pts: Sutton i Fitipaldo 14 Rebs: Lima 9 Asts: López 4 Val: Lima 21 | Olímpic Espectadors: 5.018 assistents Àrbitres: Hierrezuelo, Sánchez Sixto i Torres |  |

| 20 d'abril de 2019 | Delteco GBC                                                   | '89'–86                                         | Divina Seguros Joventut                                                                   | Donosti                                                                     |  |
| 18:00 Jornada 28   | Puntuació per quart: 23-22, 26-18, 19-20, 21-26               | Puntuació per quart: 23-22, 26-18, 19-20, 21-26 | Puntuació per quart: 23-22, 26-18, 19-20, 21-26                                           |                                                                             |  |
| Movistar +         | Pts: Pérez 27 Rebs: Burjanadze 11 Asts: Pérez 7 Val: Pérez 36 | Informe                                         | Pts: Laprovittola 28 Rebs: Todorović i Harangody 7 Asts: Laprovittola 9 Val: Todorović 30 | Donostia Arena Espectadors: 2.812 assistents Àrbitres: Aliaga, Bultó i Rial |  |

| 24 d'abril de 2019 | Iberostar Tenerife                                                        | '79'–72                                         | Divina Seguros Joventut                                                  | Tenerife                                                                                                  |  |
| 21:30 Jornada 30   | Puntuació per quart: 13-18, 26-17, 20-17, 20-20                           | Puntuació per quart: 13-18, 26-17, 20-17, 20-20 | Puntuació per quart: 13-18, 26-17, 20-17, 20-20                          | |  |
| Movistar +         | Pts: San Miguel 22 Rebs: Iverson i Beirán 7 Asts: Beirán 4 Val: Beirán 24 | Informe                                         | Pts: McFadden 12 Rebs: Laprovittola 6 Asts: Laprovittola 9 Val: Delía 17 | Pabellon Insular Santiago Martin Espectadors: 3.742 assistents Àrbitres: Calatrava, García Ortiz i Padrós |  |

| 28 d'abril de 2019 | Divina Seguros Joventut                                                 | '89'–77                                         | Barça Lassa                                                         | Badalona                                                                         |  |
| 19:30 Jornada 29   | Puntuació per quart: 20-15, 19-19, 29-18, 21-25                         | Puntuació per quart: 20-15, 19-19, 29-18, 21-25 | Puntuació per quart: 20-15, 19-19, 29-18, 21-25                     |                                                                                  |  |
| Movistar +         | Pts: Harangody 16 Rebs: Harangody 6 Asts: Harangody 5 Val: Harangody 26 | Informe                                         | Pts: Singleton 16 Rebs: Singleton 6 Asts: Ribas 5 Val: Singleton 24 | Olímpic Espectadors: 6.567 assistents Àrbitres: Martín Bertrán, Castillo i Baena |  |

| 9 de maig de 2019 | Divina Seguros Joventut                                                | '86–94'                                         | UCAM Murcia CB                                            | Badalona                                                                         |  |
| 21:30 Jornada 31  | Puntuació per quart: 17-30, 15-24, 28-11, 26-29                        | Puntuació per quart: 17-30, 15-24, 28-11, 26-29 | Puntuació per quart: 17-30, 15-24, 28-11, 26-29           |                                                                                  |  |
| Movistar +        | Pts: Todorović 21 Rebs: Delía 7 Asts: Laprovittola 7 Val: Todorović 25 | Informe                                         | Pts: Booker 27 Rebs: Cate 7 Asts: Booker 6 Val: Booker 35 | Olímpic Espectadors: 3.261 assistents Àrbitres: Conde, Serrano i Sánchez Mohedas |  |

| 12 de maig de 2019 | Divina Seguros Joventut                                                     | '86'–70                                         | BAXI Manresa                                                    | Badalona                                                                          |  |
| 12:30 Jornada 32   | Puntuació per quart: 21-15, 23-21, 22-16, 20-18                             | Puntuació per quart: 21-15, 23-21, 22-16, 20-18 | Puntuació per quart: 21-15, 23-21, 22-16, 20-18                 |                                                                                   |  |
| Movistar +         | Pts: Ventura 17 Rebs: Harangody 6 Asts: Laprovittola 8 Val: Laprovittola 24 | Informe                                         | Pts: Lundberg 19 Rebs: Zubcic 9 Asts: Lundberg 4 Val: Zubcic 27 | Olímpic Espectadors: 5.768 assistents Àrbitres: Hierrezuelo, Caballero i Zamorano |  |

| 22 de maig de 2019 | Kirolbet Baskonia                                               | '87'–81                                         | Divina Seguros Joventut                                                       | Vitòria                                                                                    |  |
| 20:30 Jornada 33   | Puntuació per quart: 11-17, 23-19, 28-26, 25-19                 | Puntuació per quart: 11-17, 23-19, 28-26, 25-19 | Puntuació per quart: 11-17, 23-19, 28-26, 25-19                               |                                                                                            |  |
| Movistar +         | Pts: Hilliard 24 Rebs: Jones 8 Asts: Vildoza 7 Val: Hilliard 26 | Informe                                         | Pts: Laprovittola 21 Rebs: Delía 10 Asts: Laprovittola 8 Val: Laprovittola 22 | Fernando Buesa Arena Espectadors: 7.843 assistents Àrbitres: Pérez Pizarro, Bultó i Torres |  |

| 26 de maig de 2019 | Divina Seguros Joventut                                                       | '86'–78                                         | Movistar Estudiantes                                                      | Badalona                                                                      |  |
| 12:30 Jornada 34   | Puntuació per quart: 16-19, 19-16, 22-22, 29-21                               | Puntuació per quart: 16-19, 19-16, 22-22, 29-21 | Puntuació per quart: 16-19, 19-16, 22-22, 29-21                           |                                                                               |  |
| Movistar +         | Pts: Laprovittola 32 Rebs: Harangody 6 Asts: Todorović 5 Val: Laprovittola 30 | Informe                                         | Pts: Whittington 22 Rebs: Hakanson 6 Asts: Hakanson 7 Val: Whittington 19 | Olímpic Espectadors: 6.133 assistents Àrbitres: Calatrava, Martínez i Mendoza |  |

##### Play-off
| 31 de maig de 2019       | Barça Lassa                                                      | '87'–61                                        | Divina Seguros Joventut                                                           | Barcelona                                                                          |  |
| 21:30 Quarts (1r partit) | Puntuació per quart: 29-20, 6-11, 25-15, 27-15                   | Puntuació per quart: 29-20, 6-11, 25-15, 27-15 | Puntuació per quart: 29-20, 6-11, 25-15, 27-15                                    |                                                                                    |  |
| Movistar +               | Pts: Heurtel 17 Rebs: Tomic 11 Asts: Heurtel 3 Val: Singleton 25 | Informe                                        | Pts: Boungou Colo 13 Rebs: López-Arostegui 6 Asts: Ventura 5 Val: Boungou Colo 12 | Palau Blaugrana Espectadors: 6.395 assistents Àrbitres: Calatrava, Oyón i Olivares |  |

| 2 de juny de 2019        | Divina Seguros Joventut                                                           | '86–107'                                        | Barça Lassa                                                   | Badalona                                                                     |  |
| 19:00 Quarts (2n partit) | Puntuació per quart: 19-28, 21-20, 25-31, 21-28                                   | Puntuació per quart: 19-28, 21-20, 25-31, 21-28 | Puntuació per quart: 19-28, 21-20, 25-31, 21-28               |                                                                              |  |
| Movistar +               | Pts: Laprovittola 22 Rebs: Todorović 6 Asts: Laprovittola 11 Val: Laprovittola 41 | Informe                                         | Pts: Heurtel 32 Rebs: Hanga 7 Asts: Heurtel 9 Val: Heurtel 44 | Olímpic Espectadors: 7.114 assistents Àrbitres: Hierrezuelo, Araña i Serrano |  |

### Copa del Rei
Del 15 al 16 de febrer de 2019 la Penya va disputar la Copa del Rei a Madrid, quatre anys després de la seva darrera participació. A quarts de final va derrotar el Saski Baskonia (89-98) amb una excel·lent actuació del base argentí Nico Laprovittola, que amb 50 crèdits de valoració va establir un nou rècord a la competició. A semifinals va quedar eliminat pel Reial Madrid (93-81).

#### Partits
| 15 de febrer de 2019 | Kirolbet Baskonia                                               | '89–98'                                         | Divina Seguros Joventut                                                          | Madrid                                                                             |  |
| 19:30 Quarts         | Puntuació per quart: 16-29, 26-16, 26-28, 21-25                 | Puntuació per quart: 16-29, 26-16, 26-28, 21-25 | Puntuació per quart: 16-29, 26-16, 26-28, 21-25                                  |                                                                                    |  |
| Movistar +           | Pts: Janning 18 Rebs: Poirier 8 Asts: Vildoza 4 Val: Poirier 19 | Informe                                         | Pts: Laprovittola 36 Rebs: Todorović 7 Asts: Laprovittola 7 Val: Laprovittola 50 | WiZink Center Espectadors: 12.340 assistents Àrbitres: Jiménez, Peruga i Caballero |  |

| 16 de febrer de 2019 | Real Madrid                                                                 | '93'–81                                         | Divina Seguros Joventut                                              | Madrid                                                                                  |  |
| 21:30 Semifinals     | Puntuació per quart: 26-18, 22-20, 23-14, 22-29                             | Puntuació per quart: 26-18, 22-20, 23-14, 22-29 | Puntuació per quart: 26-18, 22-20, 23-14, 22-29                      |                                                                                         |  |
| Movistar +           | Pts: Campazzo i Ayón 16 Rebs: Ayón 9 Asts: Fernández i Llull 3 Val: Ayón 23 | Informe                                         | Pts: Morgan 20 Rebs: Todorović 6 Asts: Laprovittola 7 Val: Morgan 21 | WiZink Center Espectadors: 13.310 assistents Àrbitres: Hierrezuelo, Jiménez i Calatrava |  |

### Pretemporada

#### Partits
| 25 d'agost de 2018 | Divina Seguros Joventut                                     | '85'–79                                         | Michigan University                             | Sant Julià de Vilatorta                           |  |
| 19:00 Amistós      | Puntuació per quart: 21-21, 19-16, 21-17, 24-25             | Puntuació per quart: 21-21, 19-16, 21-17, 24-25 | Puntuació per quart: 21-21, 19-16, 21-17, 24-25 |                                                   |  |
|                    | Pts: Dawson 22 Rebs: Nogués, Mathias 4 Asts: Laprovittola 4 | Informe                                         | Pts: Livers 17                                  | Pavelló Municipal Àrbitres: Martín, Oyón i Padrós |  |

| 2 de setembre de 2018 | Divina Seguros Joventut                                            | '65'–62                                         | Barça Lassa                                                         | Sant Julià de Vilatorta                                                           |  |
| 12:30 Amistós         | Puntuació per quart: 12-12, 16-16, 18-16, 19-18                    | Puntuació per quart: 12-12, 16-16, 18-16, 19-18 | Puntuació per quart: 12-12, 16-16, 18-16, 19-18                     |                                                                                   |  |
| Esport 3              | Pts: Mathias 22 Rebs: Morgan 9 Asts: Laprovittola 4 Val: Dawson 15 | Informe                                         | Pts: Pangos i Šmits 10 Rebs: Claver 9 Asts: Pangos 7 Val: Pangos 16 | Pavelló Municipal Espectadors: 1.350 assistents Àrbitres: Martín, Aliaga i Padrós |  |

| 15 de setembre de 2018 | Divina Seguros Joventut                                                | '104'–77                                        | UCAM Murcia CB                                         | Oviedo                                                      |  |
| 17:00 Amistós          | Puntuació per quart: 24-25, 21-17, 28-17, 31-18                        | Puntuació per quart: 24-25, 21-17, 28-17, 31-18 | Puntuació per quart: 24-25, 21-17, 28-17, 31-18        |                                                             |  |
| Movistar +             | Pts: Dawson 26 Rebs: Ventura i Mathias 5 Asts: Zagars 5 Val: Dawson 30 | Informe                                         | Pts: Doyle 13 Rebs: Soko 8 Asts: Booker 5 Val: Soko 13 | Palacio de los Deportes Àrbitres: Manuel, Torres i González |  |

| 16 de setembre de 2018 | Obras Sanitarias                                                         | '78'–70                                         | Divina Seguros Joventut                                                     | Oviedo                                                     |  |
| 17:00 Amistós          | Puntuació per quart: 27-24, 20-17, 17-17, 14-12                          | Puntuació per quart: 27-24, 20-17, 17-17, 14-12 | Puntuació per quart: 27-24, 20-17, 17-17, 14-12                             |                                                            |  |
| Movistar +             | Pts: Kemp i Anderson 16 Rebs: Anderson 9 Asts: Zurbriggen 8 Val: Kemp 25 | Informe                                         | Pts: Todorović 19 Rebs: Morgan i Mathias 5 Asts: Zagars 6 Val: Todorović 22 | Palacio de los Deportes Àrbitres: Manuel, Torres i Sánchez |  |

| 20 de setembre de 2018   | Iberojet Palma                                                                              | '75'–71                                         | Divina Seguros Joventut                                                       | Palma                                   |  |
| 20:30 T. Ciutat de Palma | Puntuació per quart: 16-13, 19-15, 16-18, 24-25                                             | Puntuació per quart: 16-13, 19-15, 16-18, 24-25 | Puntuació per quart: 16-13, 19-15, 16-18, 24-25                               |                                         |  |
|                          | Pts: Gilbert 13 Rebs: Gilbert i Guerra 6 Asts: Hernandez, Gilbert i Guerra 4 Val: Guerra 20 |                                                 | Pts: Morgan 16 Rebs: Morgan i Todorović 6 Asts: Laprovittola 4 Val: Morgan 19 | Son Moix Àrbitres: Martín, Oyón i Baena |  |

| 23 de setembre de 2018      | Valencia Basket Club                                       | '76–78'                                         | Divina Seguros Joventut                                                              | València                                     |  |
| 19:00 T. Ciutat de València | Puntuació per quart: 20-28, 10-15, 17-14, 29-21            | Puntuació per quart: 20-28, 10-15, 17-14, 29-21 | Puntuació per quart: 20-28, 10-15, 17-14, 29-21                                      |                                              |  |
| À Punt                      | Pts: Thomas 17 Rebs: Tobey 8 Asts: Thomas 5 Val: Thomas 24 | Informe                                         | Pts: Mathias 27 Rebs: Bieshaar 6 Asts: Laprovittola i Dimitrijević 6 Val: Mathias 25 | La Fonteta Àrbitres: Martín, Aliaga i Padrós |  |

## Fets destacats
2018
- 14 de setembre: Se celebra una junta d'accionistes en la qual el Consell d'Administració proposa una ampliació de capital de gairebé 3,7 milions d'euros, la qual és aprovada per unanimitat. L'operació permet augmentar el capital del club que passa d'1,2 milions d'euros a 4,8. El nou grup inversor, Scranton Enterprises, vehicle inversor dels fundadors de la farmacèutica Grifols, passa a ser el grup inversor principal del club.[17]

2019
- 20 de gener: L'equip guanya el darrer partit de la primera volta de la lliga a Burgos i es classifica per disputar la Copa del Rei, quatre anys després de la darrera classificació.[18]